# Sympycnus pennatus
Sympycnus pennatus är en tvåvingeart som beskrevs av Van Duzee 1930. Sympycnus pennatus ingår i släktet Sympycnus och familjen styltflugor. Inga underarter finns listade i Catalogue of Life.